# Monumento Askari

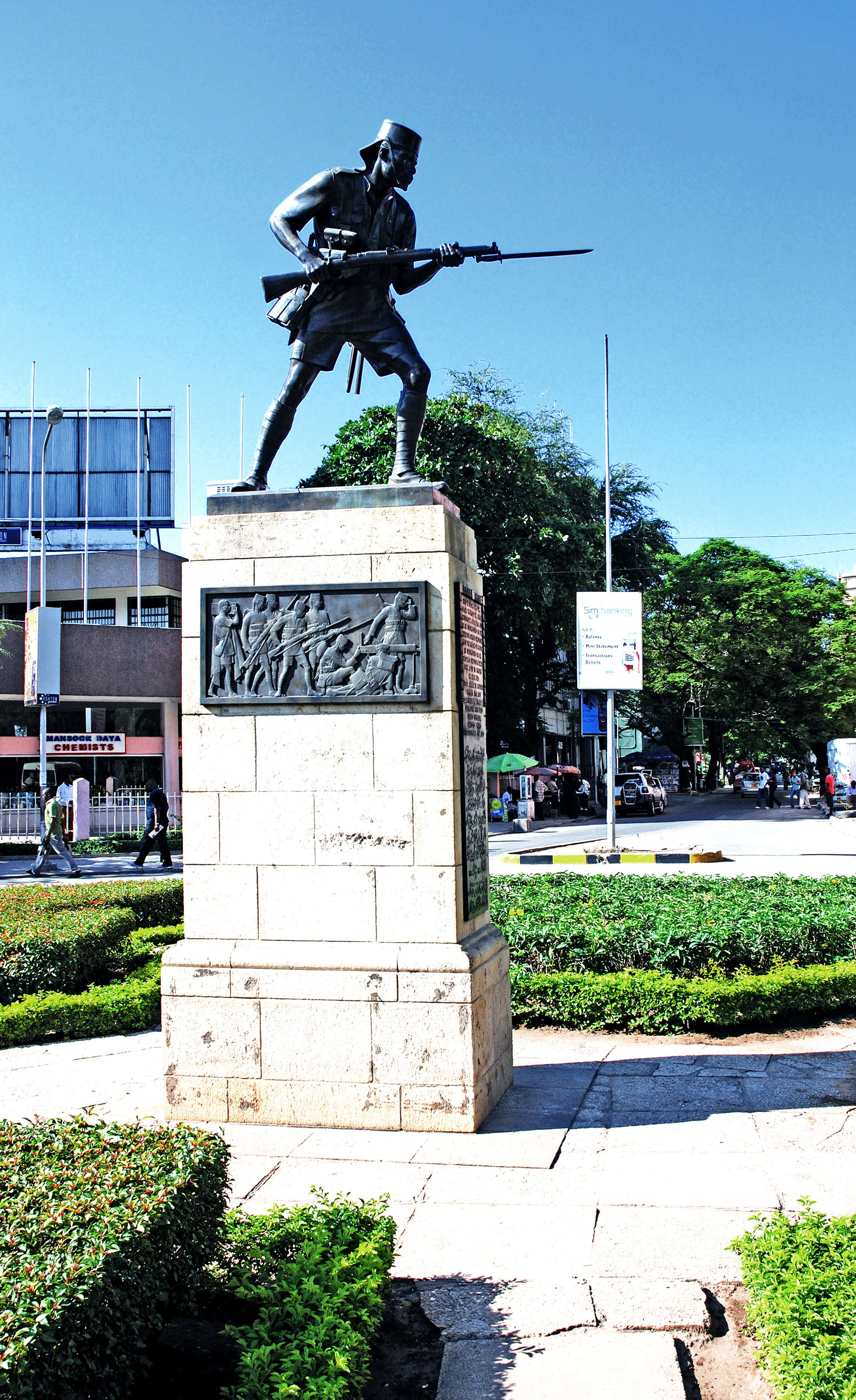
Monumento Askari

El Monumento Askari (en suajili: Sanamu ya Askari) es un monumento ubicado en la ciudad tanzana de Dar es Salaam que rinde homenaje a los soldados askari que sirvieron en las fuerzas armadas británicas durante la Primera Guerra Mundial. Fue inaugurado en 1927.
La característica principal del monumento es "el Askari", una estatua de bronce de un soldado. Fue realizada en el Reino Unido por el escultor James Alexander Stevenson, bajo el seudónimo "Myrander". Antes de ser enviada a Dar es Salaam, la estatua fue exhibida por un tiempo en la Real Academia de Artes. El soldado tiene un rifle con una bayoneta apuntando hacia el puerto de Dar es Salaam. La estatua está en un pedestal. En los lados angostos del pedestal hay placas con una dedicatoria en suajili (escritura árabe y latina) e inglés mientras que en los lados anchos del pedestal hay 2 placas pictóricas que muestran a soldados y porteadores nativos.
En el lugar donde se encuentra el monumento Askari, había otra estatua, la del explorador y militar alemán Hermann von Wissmann, gobernador del África Oriental Alemana a finales del siglo XIX. Esta estatua anterior, inaugurada en 1911, representaba a Wissmann de pie, con una mano en la cadera y otra en la espada, mirando hacia el puerto. A sus pies, un soldado africano cubriendo un león muerto con una bandera alemana. Cuando los británicos entraron en Dar es Salaam en 1916, dicha estatua fue retirada.